# نيكولاس موريس بيلاي
نيكولاس موريس بيلاي (بالفرنسية: Nicolas Maurice-Belay)‏ (مواليد 19 أبريل 1985 في سوسي إن بري - فرنسا) لاعب كرة قدم فرنسي يلعب حاليا لصالح نادي الدرجة الأولى بوردو الفرنسي منذ 2011 في مركز الوسط المحوري .

## روابط خارجية
- نيكولاس موريس بيلاي على موقع رابطة كرة القدم الفرنسية للمحترفين (الإنجليزية)
- نيكولاس موريس بيلاي على موقع إي إس بي إن إف سي (الإنجليزية)
- نيكولاس موريس بيلاي على موقع قاعدة بيانات كرة القدم.إي يو (الإنجليزية)
- نيكولاس موريس بيلاي على موقع ليكيب (الفرنسية)
- نيكولاس موريس بيلاي على موقع Soccerway.com (الإنجليزية)
- نيكولاس موريس بيلاي على موقع كووورة
- نيكولاس موريس بيلاي على موقع AS.com (الإسبانية)